# Slag bij het Trasimeense Meer
De Slag bij het Trasimeense Meer was een belangrijke veldslag in de Tweede Punische Oorlog. De slag vond plaats in 217 v.Chr. bij het Trasimeense Meer in Italië, tussen Romeinse troepen onder Gaius Flaminius Nepos enerzijds, en Carthaagse troepen onder Hannibal anderzijds.

## Voorgeschiedenis
Na Hannibals tocht over de Alpen en de kleine veldslagen bij de Ticinus en de Trebia, stelden twee Romeinse legers zich op bij de steden Ariminum (Rimini) en Arretium (Arezzo). Het leger bij Ariminum stond onder bevel van consul Gnaeus Servilius Geminus, dat bij Arretium werd geleid door de andere consul, Gaius Flaminius Nepos. Het doel van deze opstelling was om Hannibal in de tang te nemen als hij de Apennijnen zou oversteken in de richting van Rome.
Hannibals verkenners hadden hem op de hoogte gebracht van dit plan en daardoor was hij de Romeinen een stap voor. Hij stak de Apennijnen vroeger in het jaar over dan gedacht, weliswaar ten koste van stevige verliezen door de slechte begaanbaarheid van de passen en de door smeltwater gezwollen rivieren, maar kreeg daarmee het strategisch initiatief. De Romeinse legers moesten nu achter hem aan, om een vrije doortocht van Hannibal naar Rome te verhinderen.

## Verloop

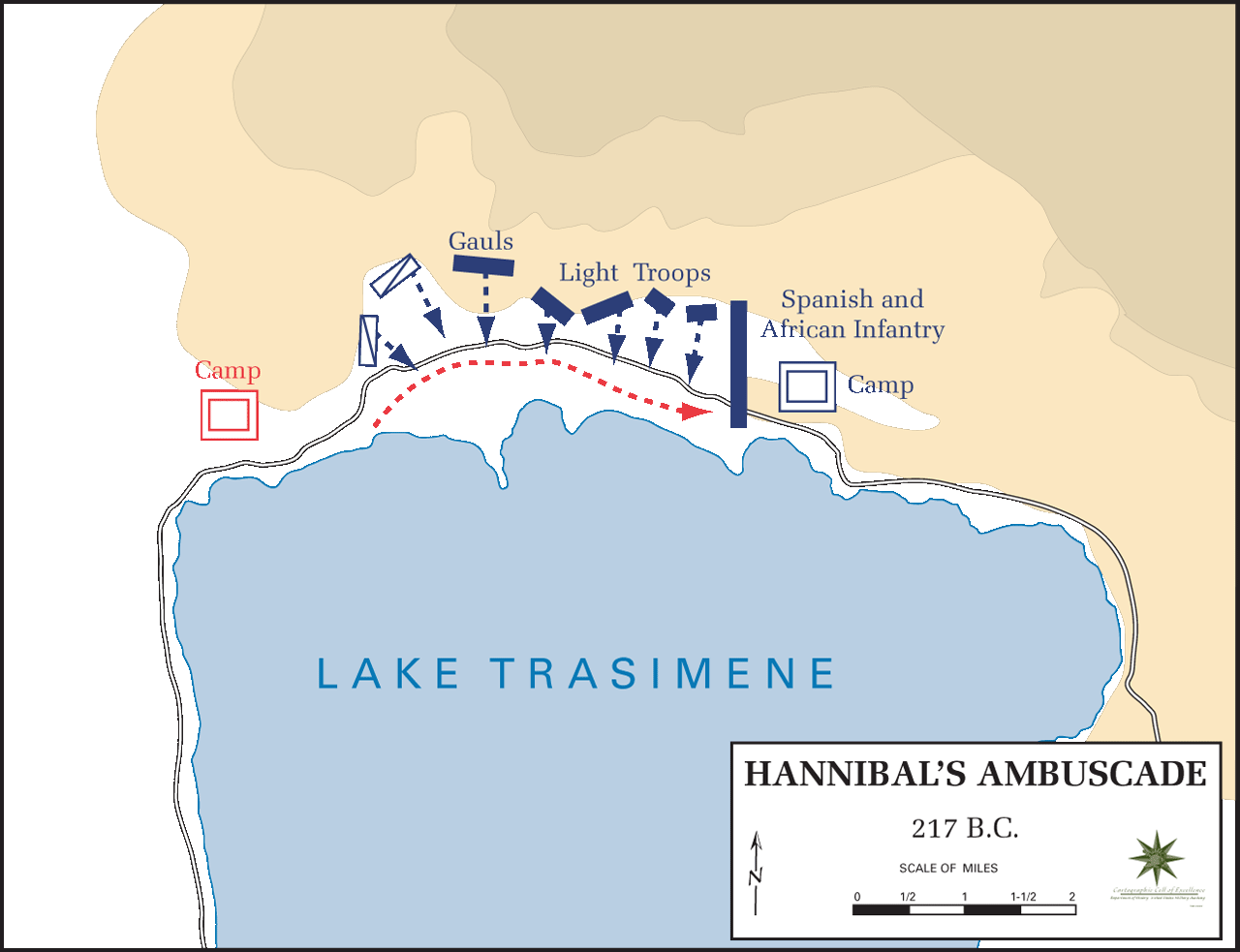
Opstelling van de troepen bij de slag

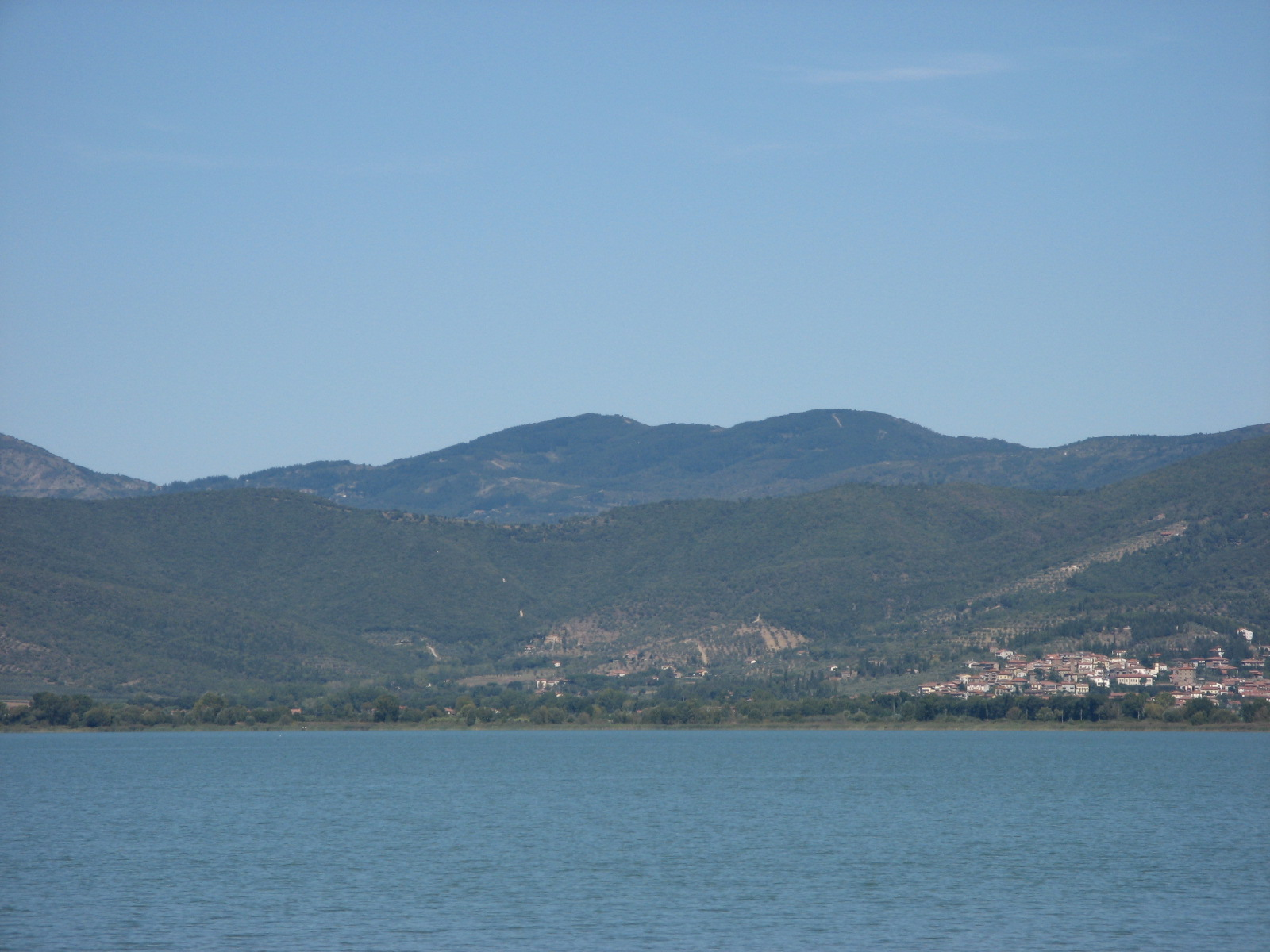
Plaats van de slag

Het leger onder leiding van Flaminius was het dichtst in de buurt van de door Hannibal gevolgde route gelegerd. Flaminius wilde niet wachten op de troepen onder Gnaeus Servilius, maar Hannibal tot een confrontatie dwingen eer hij de stad Rome te dicht naderde. Hannibal had alleen maar voordeel bij een krachtmeting zonder uitstel, aangezien hij later tegen twee Romeinse legers had moeten vechten.
Hannibal, achtervolgd door de troepen van Flaminius, besloot dus om slag te leveren aan de noordkant van het Trasimeense meer. Zijn verkenners hadden hem voorzien van veel informatie over het terrein vóór hem en zijn achtervolgers áchter hem. Hij gebruikte zijn voorsprong om zijn troepen op te stellen op een dichtbeboste heuvelrug aan de noordkant van het meer, waar er slechts een kleine strook vlak land tussen de heuvels en het meer lag. Flaminius bevoorraadde zijn leger in de stad Cortona en sloeg zijn kamp op bij de weg van Cortona om de noordkant van het meer heen naar Rome. De volgende morgen brak het Romeinse leger zijn kamp op om de achtervolging op Hannibal voort te zetten. Zowel Polybios als Titus Livius vermelden een dichte mist die morgen.
Terwijl de Romeinen in langgerekte colonne langs het meer trokken, wachtte Hannibal tot de gehele colonne binnen bereik van zijn troepen was. Toen liet hij de val dichtklappen door zijn troepen van de hogergelegen heuvels naar beneden te laten komen en de Romeinen in de flank aan te vallen. Tegelijkertijd sneed hij de Romeinen de pas af door de weg langs het meer te blokkeren met zijn troepen. De Romeinse troepen waren ingesteld op een mars en niet op een gevecht, waardoor zij geen tijd hadden om zich in slagorde op te stellen. De aanvallen van Hannibal verdeelden de colonne in drie delen. Het westelijke gedeelte van de colonne werd door de Carthager cavalerie het meer in gedreven, het centrale gedeelte, waarin zich de consul Gaius Flaminius bevond, hield enkele uren stand tegen de Gallische troepen onder commando van Hannibal, maar werd uiteindelijk onder de voet gelopen. Alleen het oostelijke gedeelte van de colonne, de voorhoede, wist uit de val te ontkomen, maar werd later door achtervolgende cavalerie gevangengenomen. Ook de cavalerie van het leger van Gnaeus Servilius, die hij vooruit had gezonden toen hij hoorde van de slag, werd door de Carthagers verslagen en gevangengenomen.
Uiteindelijk verloren van de geschatte 25.000 man van het leger van Gaius Flaminius rond de 15.000 het leven, werden er zo'n 6000 gevangengenomen en konden er 4.000 ontkomen, waarmee het leger van Gaius Flaminius Nepos bijna compleet vernietigd was. Ook het leger van Gnaeus Servilius Geminus was door het verlies van de cavalerie, het meest slagvaardige onderdeel, ernstig verzwakt en niet meer in staat slag te leveren met Hannibal.

## Gevolgen
Het nieuws over de catastrofe kon niet stilgehouden worden, zoals bij de slag bij de Trebia. Het veroorzaakte paniek in Rome. Men greep zoals voorheen in tijden van tegenspoed naar het benoemen van een dictator, door middel van het senatus consultum ultimum. Als dictator werd Quintus Fabius Maximus aangewezen. Zijn strategie, waaraan hij zijn bijnaam Cunctator (de twijfelaar) verdiende, bestond eruit om Hannibal voornamelijk uit de weg te gaan en Rome tijd te geven haar wonden te likken. Hierdoor kreeg Hannibal min of meer alle vrijheid om door Italië te trekken. Zijn mede-Romeinen waren het echter niet eens met deze strategie. Onder leiding van de consuls Lucius Aemilius Paulus en Gaius Terentius Varro, gekozen na afloop van de maximale termijn van Fabius' dictatorschap (6 maanden), werd er aangestuurd op een rechtstreekse confrontatie, die plaats zou vinden bij Cannae, met een zo mogelijk nog desastreuzer gevolg voor Rome dan de slag bij het Trasimeense meer.

## Antieke bronnen
- Polybius, Historiae.
- Livius, Ab Urbe Condita.